# Rooney Onyango
Rooney Onyango (ur. 8 sierpnia 2001 w Thika) – kenijski piłkarz grający na pozycji prawego obrońcy w klubie Gor Mahia.

## Kariera klubowa
Onyango urodził się w Thika, a swoje imię otrzymał na cześć angielskiego piłkarza Wayne′a Rooneya. W 2014 trafił do młodzieżowej drużyny szkolnej Passenga Secondary school. Do jej pierwszego składu przebił się w 2016, co zaowocowało transferem do Thika United FC.

### Thika United FC
Onyango grał w Thika United FC przez pierwszą połowę sezonu 2018. Nie zagrał tam w żadnym meczu.

### Shabana FC
Drugą połowę sezonu 2018 Onyango spędził w trzecioligowym Shabana FC.

### Zoo Youth FC
Onyango trafił do Zoo Youth FC w 2018 roku. Grał tam przez dwa sezony.

### Gusii FC
Onyango przeszedł do Gusii FC w 2020 roku.

### Wazito FC
Do Wazito FC Onyango przeniósł się w styczniu 2021. Wystąpił dla nich w 4 spotkaniach, strzelając 3 gole.

### Muhoroni Youth FC
Onyango grał w Muhoroni Youth FC przez część sezonu 2021/2022.

### Elite Falcons FC
Onyango trafił do Elite Falcons FC 12 listopada 2022.

### Gor Mahia
Onyango dołączył do Gor Mahia w czerwcu 2023. Jako numer na koszulkę wybrał 88, bo jak sam później przyznał „Mam taką samą datę urodzin jak mój ojciec, czyli 8 sierpnia. Kiedy połączysz te cyfry, powstaje 88.”.

## Kariera reprezentacyjna
| Mecze i gole w reprezentacji | Mecze i gole w reprezentacji | Mecze i gole w reprezentacji | Mecze i gole w reprezentacji | Mecze i gole w reprezentacji | Mecze i gole w reprezentacji | Mecze i gole w reprezentacji | Mecze i gole w reprezentacji         |
| Kenia                        | Kenia                        | Kenia                        | Kenia                        | Kenia                        | Kenia                        | Kenia                        | Kenia                                |
| Lp.                          | Data                         | Miejsce                      | Gospodarz                    | Gość                         | Wynik                        | Gol                          | Rozgrywki                            |
| ---------------------------- | ---------------------------- | ---------------------------- | ---------------------------- | ---------------------------- | ---------------------------- | ---------------------------- | ------------------------------------ |
| 1.                           | 16.10.2023                   | Antalya                      | Kenia                        | Rosja                        | 2:2                          |                              | Mecz towarzyski                      |
| 2.                           | 16.11.2023                   | Franceville                  | Gabon                        | Kenia                        | 2:1                          |                              | Mistrzostwa Świata 2026 – eliminacje |
| 3.                           | 20.11.2023                   | Abidżan                      | Seszele                      | Kenia                        | 0:5                          | Gol                          | Mistrzostwa Świata 2026 – eliminacje |